# 雷纳镇
雷纳镇，是西班牙埃斯特雷马杜拉巴达霍斯省的一个市镇。总面积132平方公里，总人口898人（2001年），人口密度7人/平方公里。